# Бейлинсон, Александр Александрович
Алекса́ндр Алекса́ндрович Бейлинсо́н (англ. Alexander Beilinson; род. 13 июня 1957, Москва) — советский и американский математик, работает в области алгебраической геометрии и математической физики, член Национальной АН США (2017), лауреат премии Островского (1999, совместно с Хельмутом Хофером), премии Вольфа по математике (2018, с В. Г. Дринфельдом), премии Шао (2020).

## Биография
Родился в семье математика Александра Алексеевича Бейлинсона.
Учился в школе № 2.
Окончил Московский государственный университет, кандидат физико-математических наук («Алгебраическая геометрия и теория струн», 1988). После окончания около 6 лет работал во Всесоюзном кардиологическом научном центре в Москве. С 1989 года работал в Институте теоретической физики им. Л. Д. Ландау, а также в Массачусетском технологическом университете (США).
В 1994 году и с 1996 по 1998 годы Александр Бейлинсон работал в Институте перспективных исследований в Принстоне (штат Нью-Джерси). С 1998 года работает в Чикагском университете.
Член Американской академии искусств и наук (2008).
В интервью 2018 года А. А. Бейлинсон отмечает: «Слова „принял решение уехать на Запад“ не отвечают моим ощущениям: я просто работаю сейчас в Чикаго, как раньше работал в Черноголовке.
Оглядываясь назад, жизнь во времена моей юности была замечательно свободной.
Ну да, за границу нельзя было мотаться — ну и что? Хорошие книжки (не математические, с математическими все было в порядке) мало издавались, и многие были под запретом — но все они ходили по рукам, и люди читали куда больше, чем нынче. Главное, что почти никто официальную систему и идеологию всерьез не принимал — и до этого нынешним американцам или израильтянам расти и расти.
Если работа внутри системы не устраивала, можно было, скажем, летом строить с друзьями сараи в Прибалтике, и денег хватало на весь год — думать и работать над тем, что тебе интересно».
В 1983 году докладчик на Международном математическом конгрессе в Варшаве.
В 2018 году вместе с В. Г. Дринфельдом получил премию Вольфа по математике, а в 2020 году разделил премию Шао с Давидом Кажданом.